# Brombergs bokförlag
Brombergs bokförlag är ett svenskt förlag som grundades 1975 av Adam och Dorotea Bromberg. Sedan hösten 2020 ingår det i Norstedts förlagsgrupp.

## Bakgrund
Familjen Bromberg kom till Sverige 1970 som polsk-judiska immigranter på flykt undan antisemitisk förföljelse i Polen. I Polen hade Adam Bromberg ägnat hela sitt yrkesliv åt bokförläggeri. Efter andra världskriget startade han flera polska bokförlag, däribland det stora universitetsförlaget PWN, där han var förlagschef i tolv år. Brombergs bokförlag grundades 1975 av Adam och hans dotter Dorotea Bromberg, efter att de hade lyckats få ett banklån. Året efter utgavs förlagets första bok. Brombergs har sedan drivits vidare av Dorotea. Från 1991 ägdes Brombergs av MTG i Kinnevikgruppen, men övertogs av Dorotea Bromberg år 2006. Sedan hösten 2020 ingår det i Norstedts förlagsgrupp. År 2023 tog Doroteas dotter Casia Bromberg över som förläggare med övergripande ansvar för Brombergs utgivning. Hon blev därmed tredje generationen Bromberg på posten. År 2024 fick hon lämna familjeförlaget till följd av dålig lönsamhet.

## Urval
Förlaget uppger att dess målsättning är att ge ut viktiga böcker som lever länge, kanske överlever oss alla.
Fyra nobelpristagare i litteratur har givits ut på svenska på Brombergs förlag: Isaac Bashevis Singer, Czesław Miłosz, Octavio Paz och J.M. Coetzee. Från 2007 utger förlaget serien Nobelklassiker i samarbete med Svenska Akademien.
Bland andra framträdande författare som förlaget gett ut i översättning kan nämnas Umberto Eco och Douglas Hofstadter.
Förlaget hade köpt rättigheterna till Ann Törnkvists bokmanus om Södertäljenätverket (arbetstitel Följ fucking order), betalat ett förskott till författaren, formgivit omslaget och satt utgivningsdatum till mars 2017 men drog sig ur när det utsattes för påtryckningar.

## Priser
År 2000 instiftade förlaget kulturpriset Till Adam Brombergs minne. Priset utdelades årligen till och med 2012 och skulle tillfalla "en person, en organisation eller en institution som med entusiasm, engagemang och idérikedom arbetar för boken och läsandet".

## Logotyp och formgivning
Förlagets logotyp är en igelkott och den syns på ryggen av dess utgivna böcker.